# Departament San Ignacio

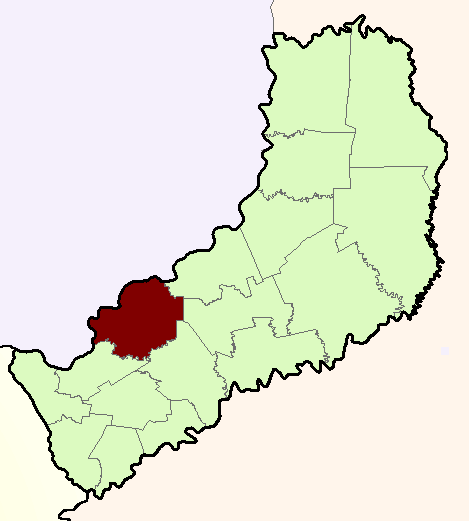
Departament San Ignacio na tle prowincji Misiones

Departament San Ignacio – jeden z 17 departamentów argentyńskiej prowincji Misiones. Stolicą departamentu jest miasto San Ignacio.
Powierzchnia departamentu wynosi 1607 km². Na obszarze tym w 2010 roku mieszkało 57 471 ludzi, a gęstość zaludnienia wynosiła 35,8 mieszkańców/km².
Zachodnią granicę wyznacza rzeka Parana, która jest rzeką graniczną z Paragwajem. Wokół niego znajdują się departamenty: Candelaria, Leandro N. Alem, Oberá, Cainguás oraz Libertador General San Martín.